# Детвора (рассказ)
«Детвора́» — рассказ Антона Павловича Чехова, написанный в 1886 году. Впервые был опубликован 20 января 1886 года в «Петербургской газете» № 19 с подзаголовком (Сценка) и с подписью-псевдонимом А. Чехонте. Одна из жемчужин творчества писателя, смягчающей драматизм традиционного рождественского рассказа.

## Сюжет
Повествование представляет собой наблюдение-зарисовку за детьми, которые поздним вечером остались одни и, пользуясь отсутствием взрослых, не ложатся спать, а играют в лото.

## История написания
Идея для сюжета у писателя возникла, вероятно, во время встречи с полковником Б. И. Маевским, командиром расквартированной в Воскрессенске артиллерийской батареи, и его домочадцами. Как однажды писал Михаил Чехов, «[у полковника] были очаровательные дети — Аня, Соня и Алеша, с которыми сдружился мой брат Антон Павлович и описал их в рассказе „Детвора“».

## Публикации
При жизни Антона Павловича рассказ выдержал несколько публикаций:
- В издании «Петербургская газета» 20 января 1886 года (первая публикация).
- В сборнике «Пёстрые рассказы» 1886 года.
- В сборнике «Детвора», изданном А. С. Сувориным в 1889—1895 гг.
- В собрании сочинений А. П. Чехова, изданном А. Ф. Марксом в 1899―1901 гг.

Правки в последовавших после первого изданий были незначительными. Например, для сборника «Пёстрые рассказы» был снят подзаголовок (Сценка).
Ещё при жизни писателя рассказ был переведён на болгарский, венгерский, датский, немецкий, польский, румынский, сербскохорватский и чешский языки.

## Отзывы критиков
Рассказ получил очень положительные оценки от ряда критиков. Так, критик литературного журнала «Русское богатство» Леонид Оболенский писал: «Дети и детская душа выходят у г. Чехова поразительно». «Детвору» в одной из своих статей в журнале «Русская мысль» упомянул В. А. Гольцев, написав, что в рассказе «тонко подмечены черты детских характеров». Лев Толстой также считал «Детвору» одним из лучших рассказов Чехова.